# Ливенская детская художественная школа
Ли́венская де́тская худо́жественная шко́ла — муниципальное образовательное учреждение дополнительного обучения детей. С 2020 года носит имя А. Н. Селищева.

## Зарождение идеи

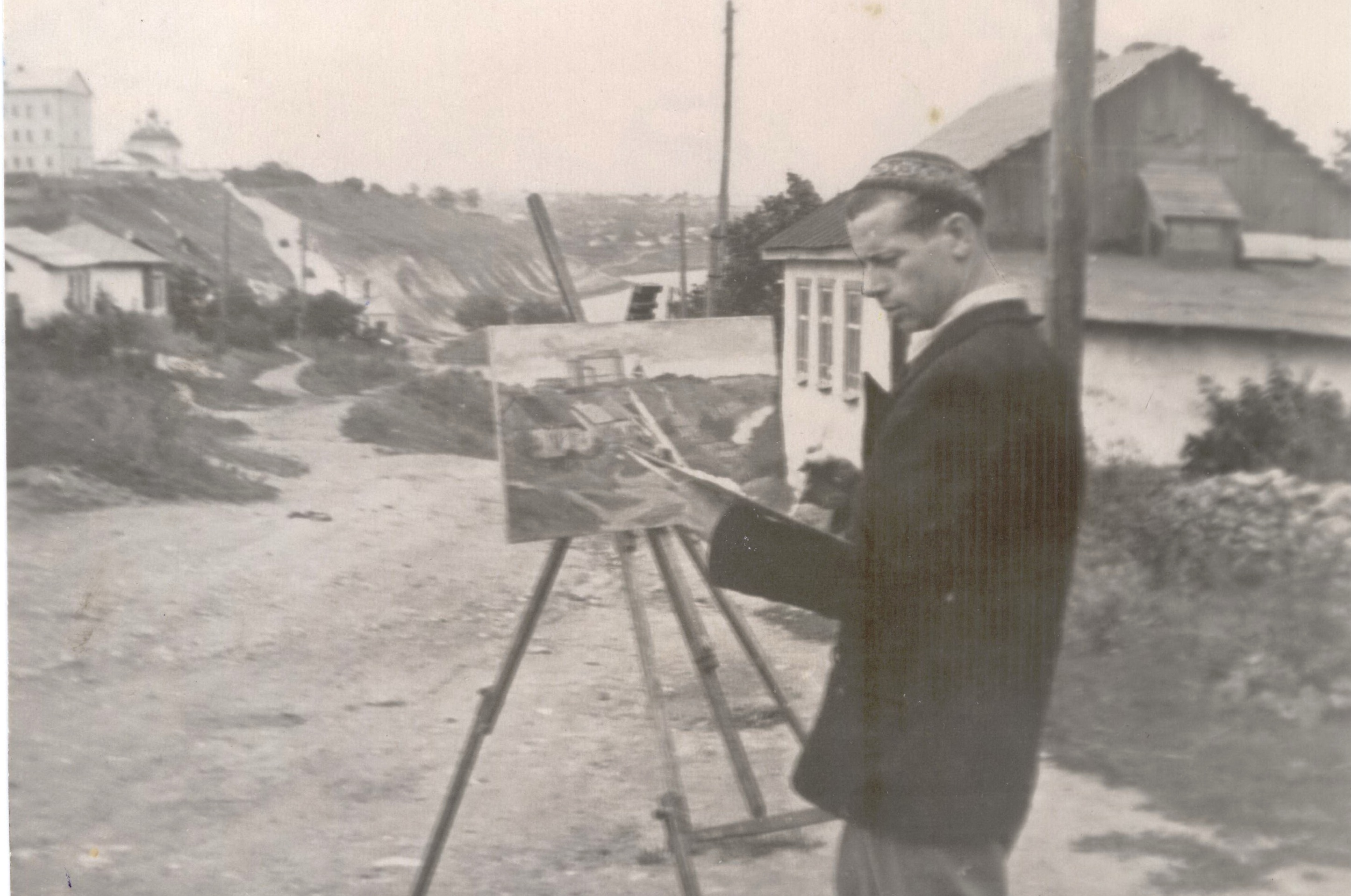
А. Н. Селищев за этюдом в Ливнах

По окончании Отечественной войны восстановление мирной жизни подразумевало и значительное внимание эстетическому воспитанию. В Ливнах его пропагандистом был художник и краевед С. П. Волков, который в 1949 году организовал первую городскую выставку живописи. Она включала всего 58 работ. В их числе были и работы А. Н. Селищева:33. Через некоторое время выставку провели вновь. Затем ещё. Выставки стали праздниками не только для их участников, но и для всего небольшого городка.
Постепенно тяга жителей к изобразительному искусству стала очевидна и руководству города. Поэтому в 1954 году А. Н. Селищеву, тогда молодому и деятельному художнику, была поручена организация Изостудии. Город для её работы выделил помещение в ДК Строителей, а сами занятия проводили на общественных началах:34.
Появились выставки студийцев, которые поначалу проходили совместно с выставками инкрустации, мозаики, работ вышивальщиц. Деятельность Студии была замечена. Материалы о ней попали как в местную:68, так и в областную печать. Киностудией Ростова-на-Дону был отснят документальный фильм:35.
Затем у студии появились и выпускники. Многие из них продолжили обучение в различных художественных заведениях Москвы, Курска, Пензы, Орла, Одессы, Харькова.
Некоторые со временем достигли заметных успехов. Например, Вячеслав Кубарев за серию картин о молодёжи стал лауреатом премии Ленинского комсомола, а в дальнейшем был удостоен звания Заслуженный художник Российской Федерации. Членами Союза художников стали и другие выпускники, в том числе Валентина Матюхина, Александр Мишин, Виталий Свеженцев.

## Создание детской художественной школы

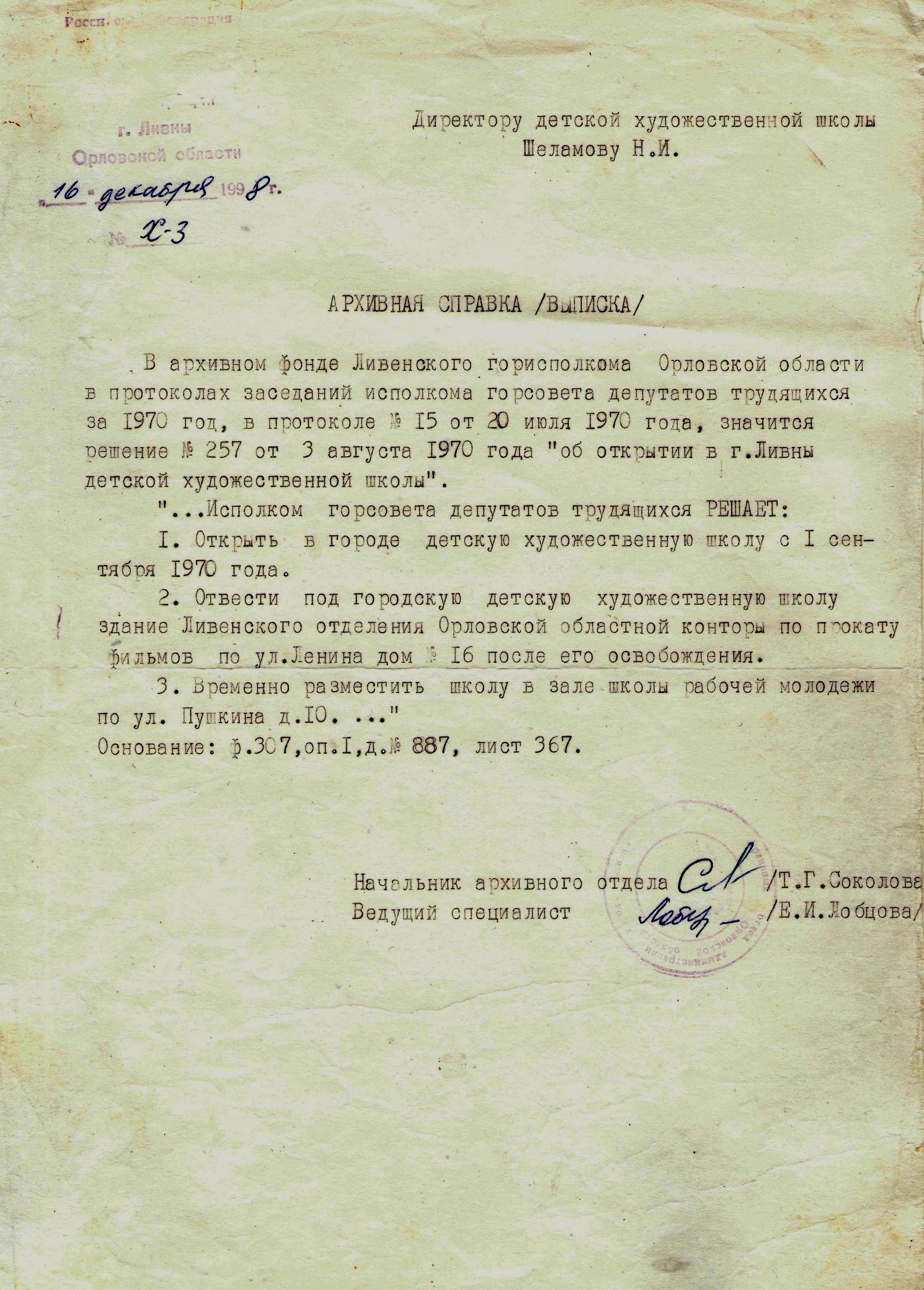
Архивная справка об открытии Художественной школы

16 лет существования Студии изобразительного искусства закончились вполне успешно. Благодаря целеустремлённости А. Н. Селищева и поддержке Орловского отделения Союза художников РСФСР, 3 августа 1970 года Ливенским горисполкомом было принято решение об открытии 1 сентября того же года Ливенской детской художественной школы:74.

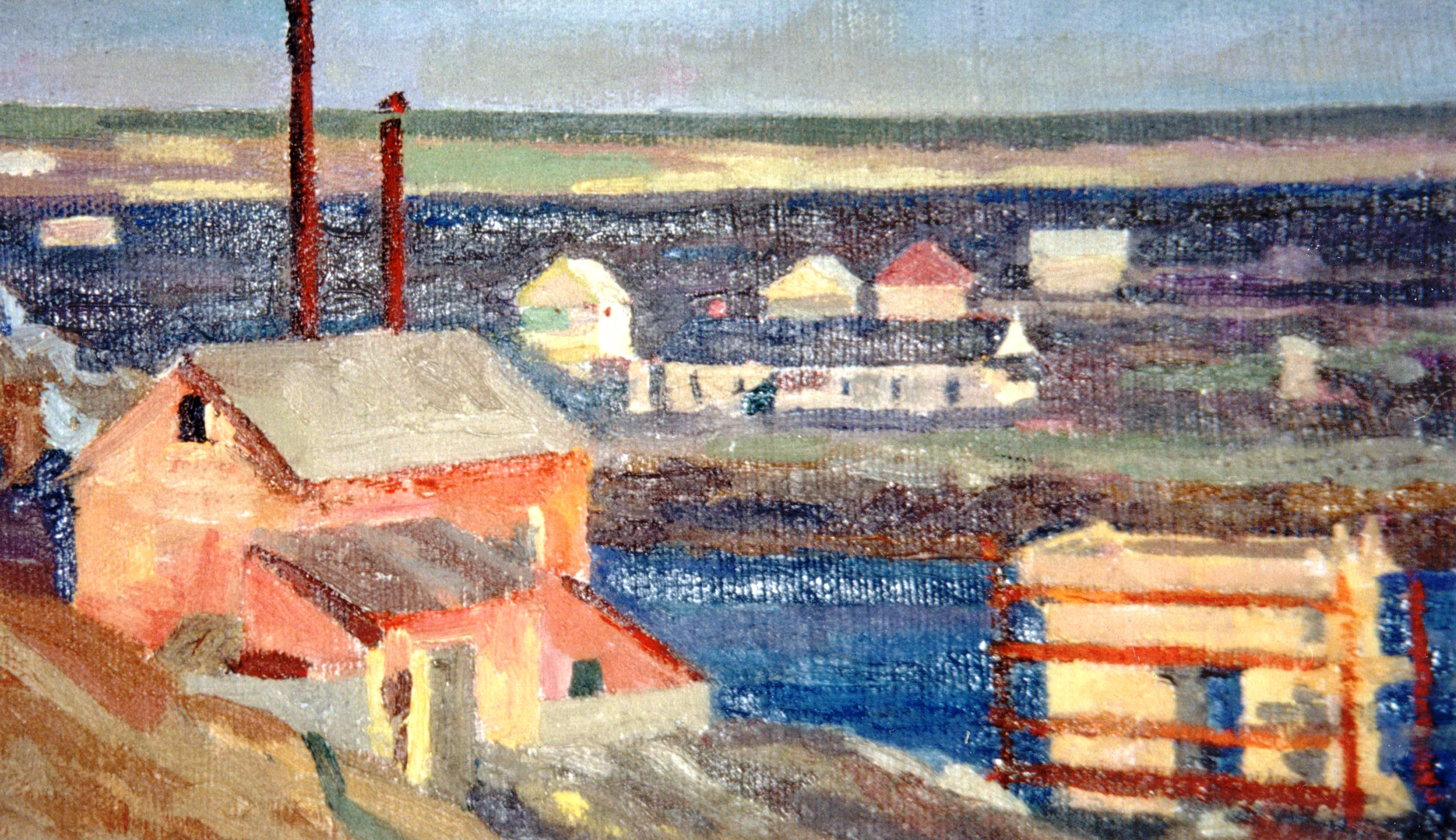
Вид на Заливенку. А. Н. Селищев

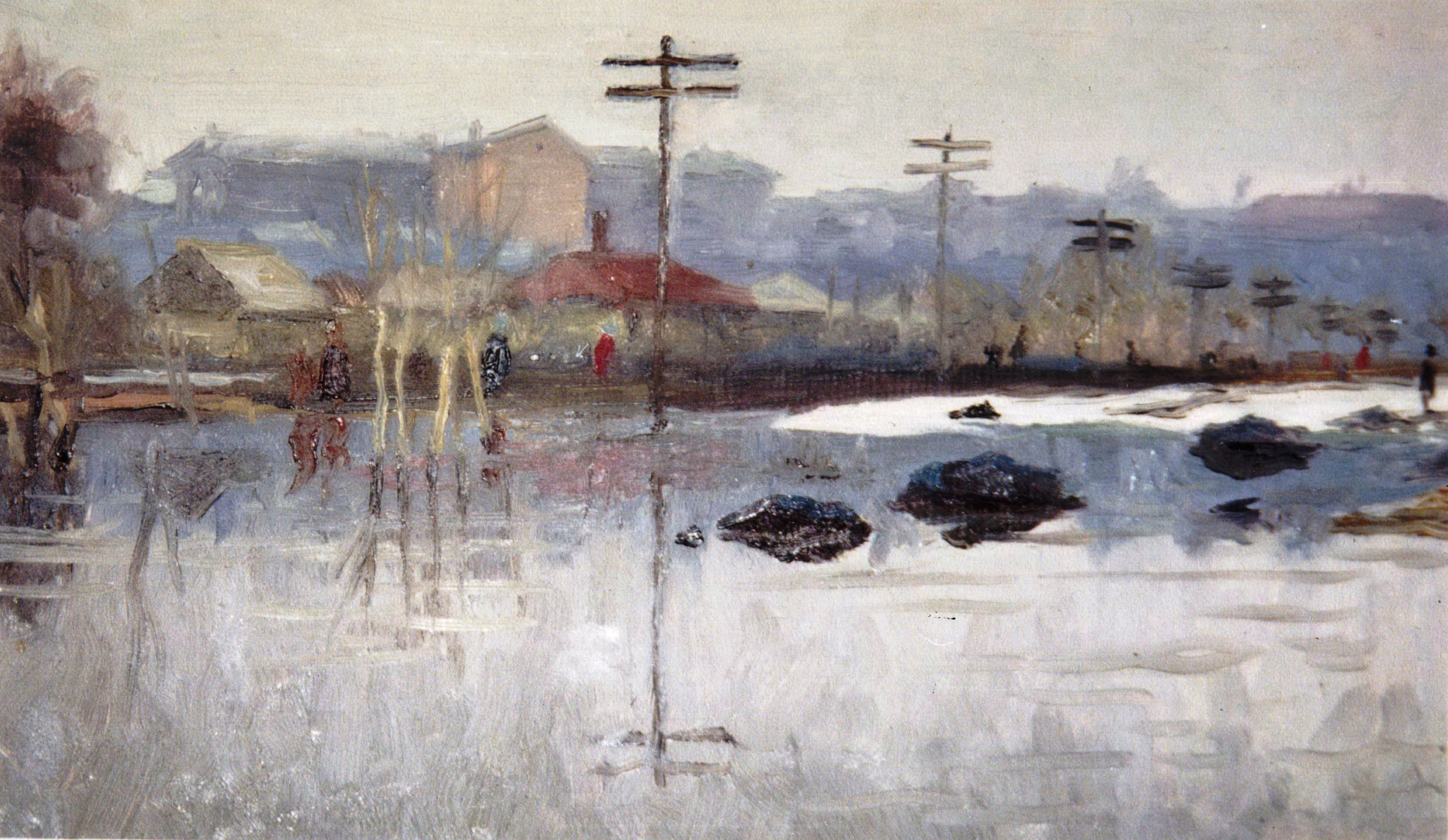
Весна в Беломестном.
А. Н. Селищев

Поначалу материальная база новой школы состояла лишь из перекочевавшего от Изостудии простенького натюрмортного фонда и гипсовых слепков. Впрочем, и заработная плата назначенная Александру Селищеву, первому директору художественной школы, была также мизерна — 15 рублей. Для сравнения укажем, что стипендия студента ВУЗа в те годы составляла 30 рублей, проезд в автобусе или метро — 5 копеек, буханка хлеба — 18 копеек, бутылка водки около трёх рублей, а только что запущенный в производство новейший советский автомобиль «Жигули» (ВАЗ-2101) стоил 5 тысяч 500 рублей.
Самый первый набор учащихся состоял из 40 человек. С течением времени школа стала заметным явлением в городе и, как следствие, выросли её возможности. Появилась библиотека по искусству, технические средства обучения, оборудование для детской летней практики.

## Художественная школа в настоящее время

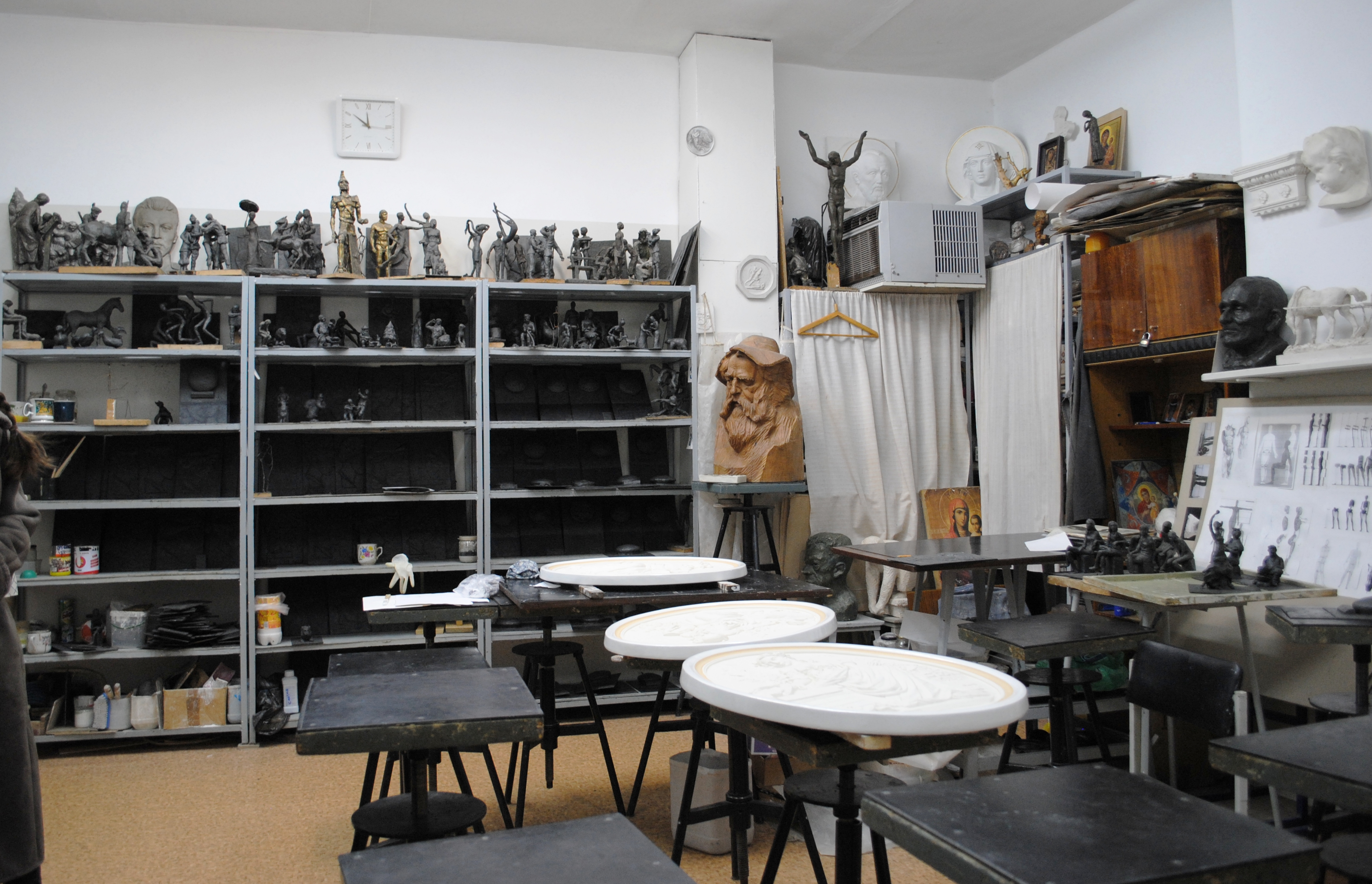
Школьный класс лепки. 2012 г.

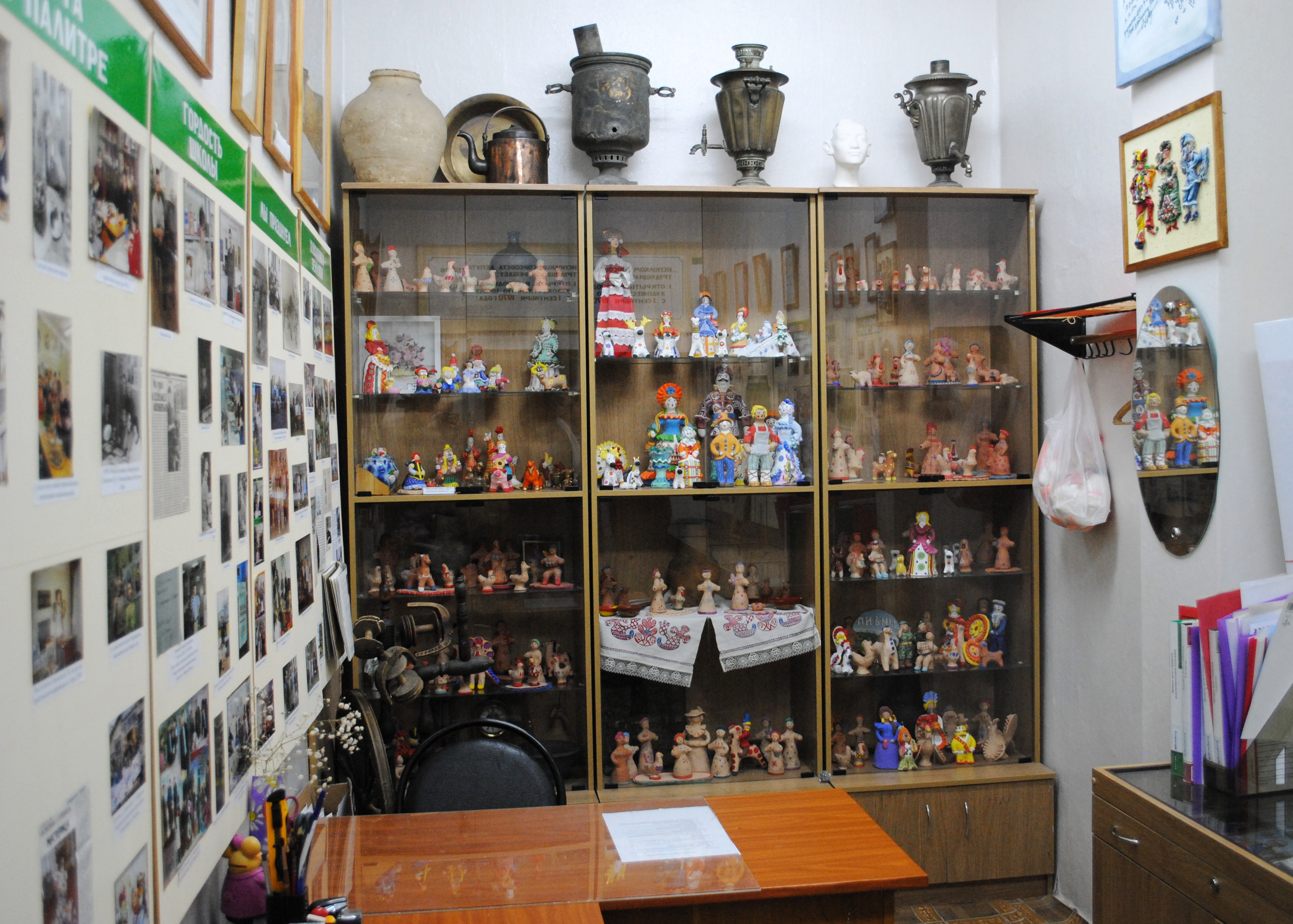
Витрина Плешковской игрушки. 2012 г.

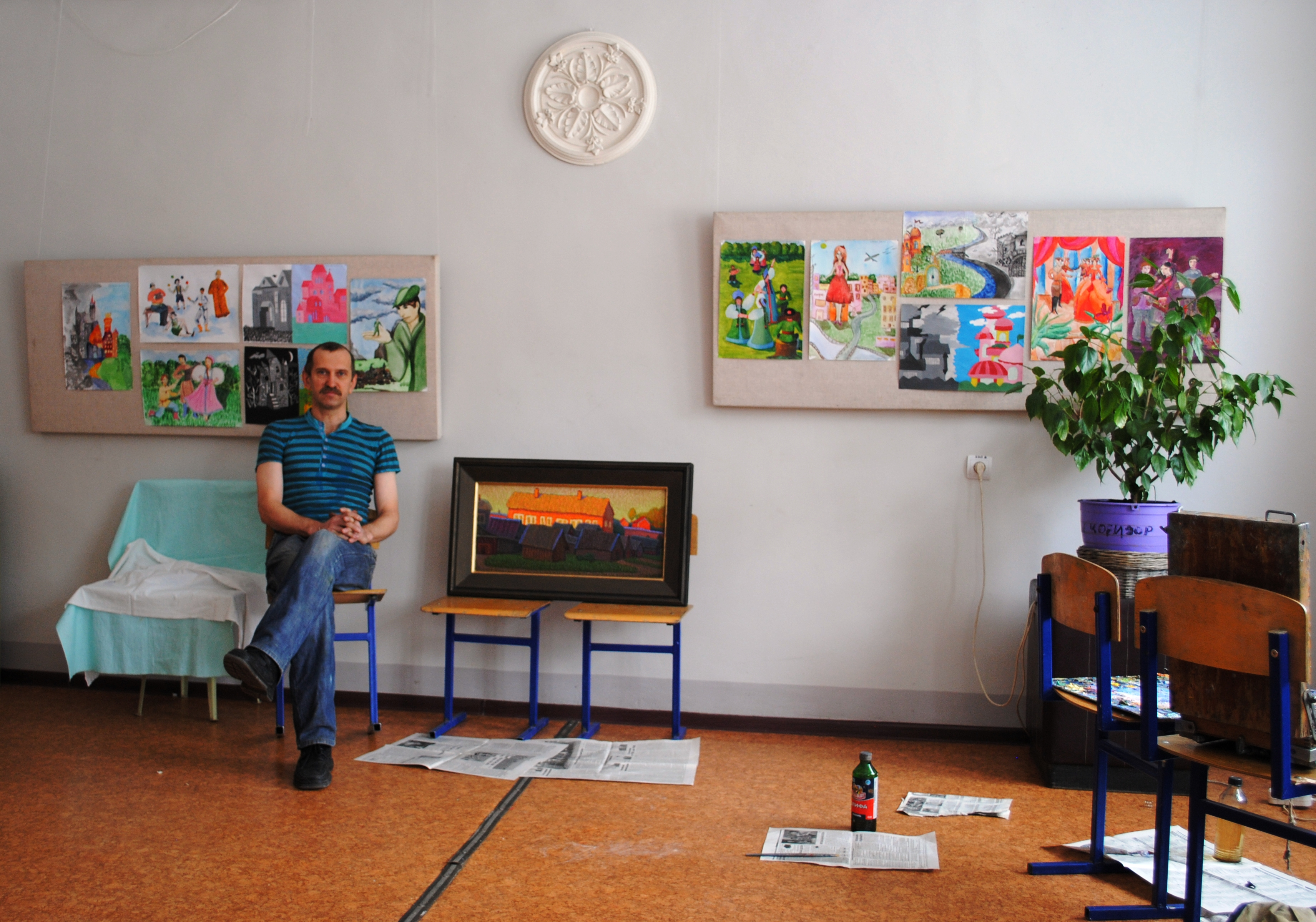
Преподаватель живописи, член СХР Блохин А. В. в студии школы. 2012 г.

Ныне, по прошествии более сорока пяти лет, под руководством 15 преподавателей в школе обучается более 500 человек. Официальное название — Муниципальное бюджетное учреждение дополнительного образования «Детская художественная школа имени А. Н. Селищева г. Ливны» или, если коротко, — МБУДО «ДХШ имени А. Н. Селищева г. Ливны». Сами учащиеся называют её ещё короче и проще — «Художкой».
Располагается школа на ул. Ленина, д. 24. В 1993 года было выделено ещё одно помещение на ул. Гайдара, д. 1. Преподавание в существующих 30 учебных группах ведётся по рисунку, живописи, композиции, то есть, основным творческим предметам. Учащиеся знакомятся с основами художественного конструирования, элементарными основами дизайна. Также, преподаётся декоративное искусство, история искусств, лепка, а с третьего класса — скульптура. Школе удалось возродить старинную местную технологию Плешковского гончарного промысла. Завершающим итогом каждого года является весенний пленэр — занятия на природе.

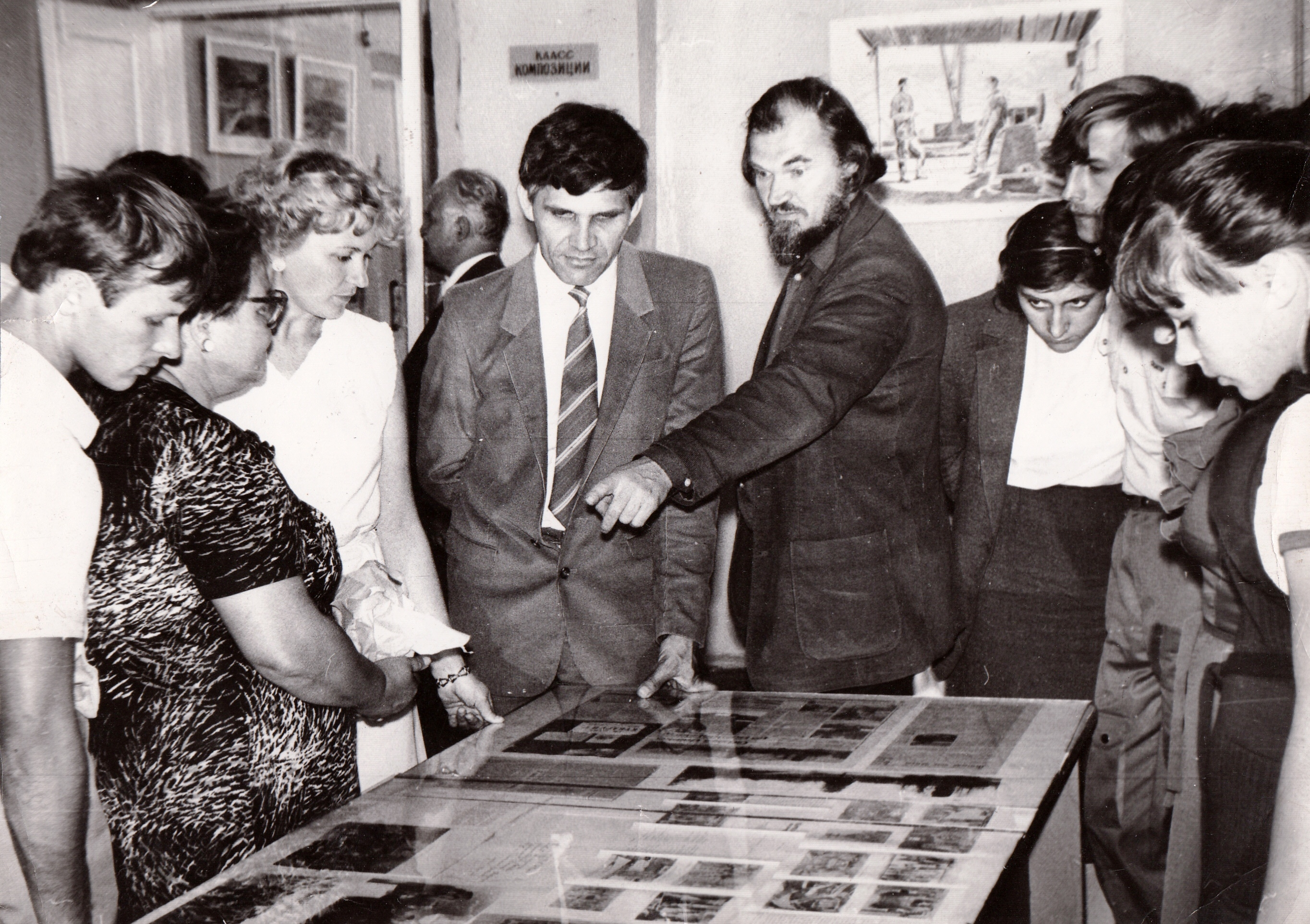
В. Г. Кубарев в Ливенской детской художественной школе, 1986 г.

По окончании 4 лет обучения, являющихся обязательными, выпускник получает диплом о начальном художественном образовании.
В школе существует пятый профориентационный класс, не являющийся обязательным. Он создан для подготовки к поступлению в высшее учебное заведение.
За прошедшие годы сложился ряд традиций. Например ко Дню города Ливны, последней субботе июня, устраивается выставка «Город мастеров». В ноябре проводится посвящение первоклассников в художники, в первую субботу февраля — встреча выпускников.
Периодически в художественной школе проводят открытые уроки и мастер-классы, ставшие известными художниками, бывшие выпускники Изостудии и самой Художки. Среди них — Виталий Свеженцев, Александр Пеньков. Подобным примером, состоявшимся 7 мая 2013 года, является мастер-класс Заслуженного художника России Вячеслава Кубарева.

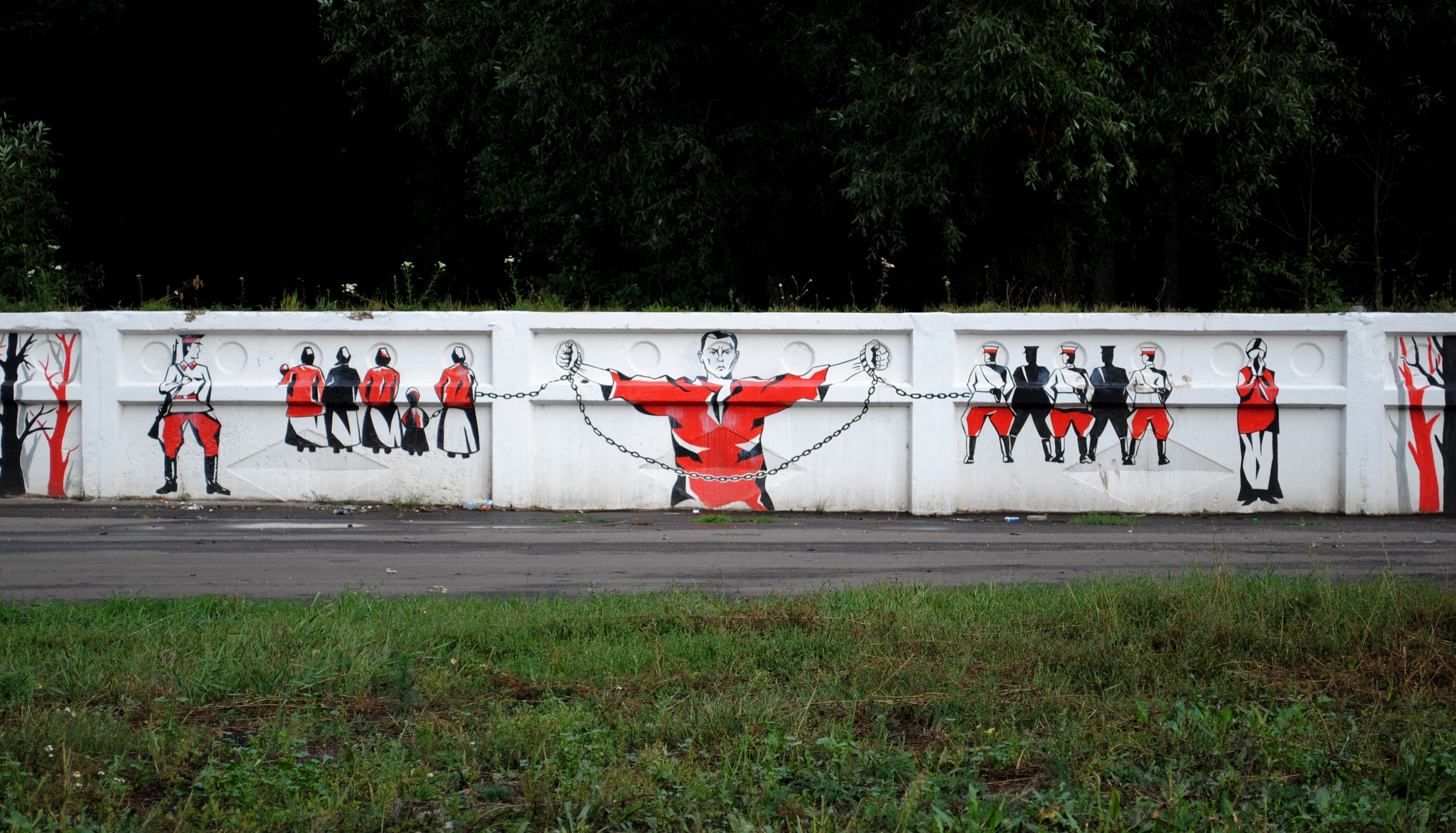
Работа-победитель первого городского конкурса памяти А. Н. Селищева у поворота к мемориалу Липовчик. 2012 г.

С 2020 года школа стала носить имя своего основателя А. Н. Селищева.

### Конкурсы памяти А. Селищева
С 2012 года школа проводит ежегодный городской весенний творческий конкурс памяти своего основателя А. Селищева. На первом из них заданием стала разработка эскиза и последующее оформление указателей «Мемориала Липовчик». Первое место получил Артём Козлов. Второе место поделили Анна Бахтина и Елена Дорогавцева. Работа-победитель была исполнена в виде граффити у поворота к мемориалу.

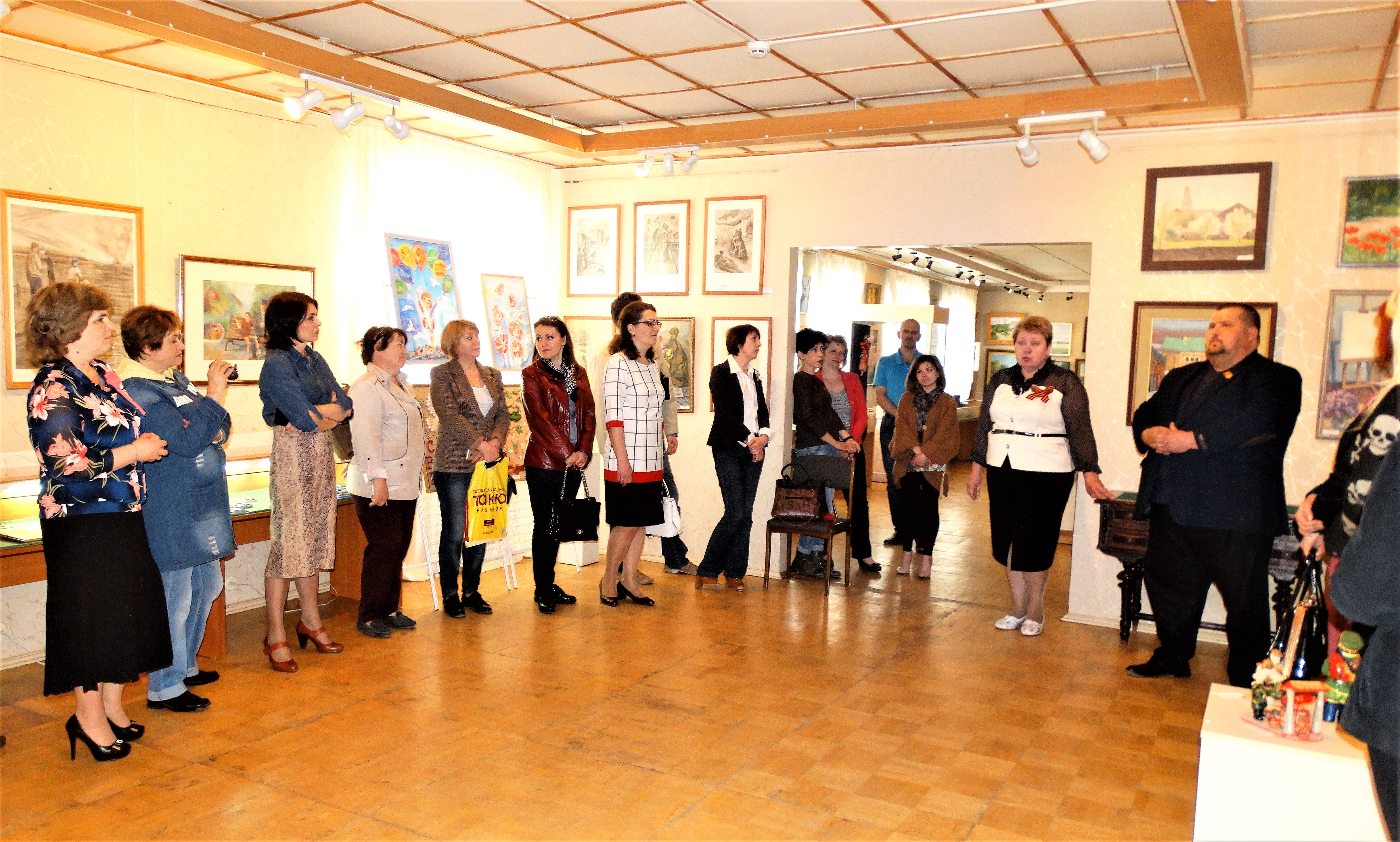
Открытие конкурса памяти А. Селищева в Ливенском краеведческом музее (вторая справа, директор школы Е. М. Сапрыкина). 2017 г.

В 2013 году конкурс А. Н. Селищева проходил с названием «Город моей мечты». Победителями в «Станковой композиции» стали Валерия Чебанова и вновь Анна Бахтина. Лучшим плакатом экологической направленности признан плакат Дарьи Черных, а в «Коллаже» первого места удостоен Павел Бобкин.
В конкурсе памяти А. Селищева, проводившемся в 2017 году, принимали участие и преподаватели школы. Весь проект, инициатором и основным исполнителем которого стала преподаватель Наталья Николаевна Гончарова, назывался «Учитель-ученик». Работы выставлялись в Ливенском краеведческом музее. Там же прошла и процедура подведения итогов.

## Известные ученики
- Кубарев, Вячеслав Григорьевич
- Раскат (Строев), Михаил Иванович
- Селищев, Михаил Александрович

## Директора школы
1. Селищев А. Н. 1970—75г.г.
2. Пронин Ю. Н. 1975—77 г.г.
3. Чернышёв Н. А. 1977—80 г.г.
4. Шеламов Н. И. 1980—2006 г.г.
5. Сапрыкина Е. М. 2006 — по н.в.